# ジュリアス・レヴァイン
ジュリアス・レヴァイン（Julius Levine, 1921年12月21日 - 2003年3月28日）は、アメリカのコントラバス奏者。
ブルックリンの生まれ。ブルックリン・カレッジに進学して1943年に学士号を取得したが、すぐに兵役に就いた。退役後にジュリアード音楽院で音楽を学び、1947年に学士号を取得して卒業。その後はコントラバス奏者として演奏活動を行ったが、1949年からグリニッチ・ハウス音楽学校で後進の指導をはじめ、マネス音楽大学、ピーポディ音楽院やストーニーブルック大学でも教えるようになった。
マンハッタンにて没。